# José Francisco Mora Altava
José Francisco Mora Altava   (Castelló de la Plana, 11 de juny de 1981) més conegut en la seva professió com a Pepe Mora o simplement Mora, és un exfutbolista valencià.

## Trajectòria
Format en El Bovalar, va donar el salt al CE Castelló en la temporada 2000/01. Actualment juga al Recreativo de Huelva, però excepte una breu estada en el FC Barcelona B, ha desenvolupat tota la seva carrera en el club de la capital de la Plana Alta. Es tracta del jugador en actiu que més partits oficials ha jugat amb la samarreta albinegra, amb 233.

## Estadístiques
| Club           | Temporada     | Divisió       | Lliga   | Lliga | Copa    | Copa | Total   | Total |
| Club           | Temporada     | Divisió       | Partits | Gols  | Partits | Gols | Partits | Gols  |
| -------------- | ------------- | ------------- | ------- | ----- | ------- | ---- | ------- | ----- |
| CE Castelló B  | 1999/00       | Tercera       | ?       | ?     | -       | -    | ?       | ?     |
| CE Castelló B  | Total         | Total         | ?       | ?     | -       | -    | ?       | ?     |
| CE Castelló    | 2000/01       | Segona B      | 21      | 0     | 1       | 0    | 24      | 0     |
| CE Castelló    | 2001/02       | Segona B      | 24      | 2     | 1       | 0    | 25      | 2     |
| CE Castelló    | 2002/03       | Segona B      | 38      | 0     | -       | -    | 38      | 0     |
| CE Castelló    | 2003/04       | Segona B      | 26      | 3     | 1       | 0    | 27      | 3     |
| CE Castelló    | Total         | Total         | 109     | 5     | 3       | 0    | 112     | 5     |
| FC Barcelona B | 2004/05       | Segona B      | 30      | 1     | -       | -    | 30      | 1     |
| FC Barcelona B | Total         | Total         | 30      | 1     | -       | -    | 30      | 1     |
| CE Castelló    | 2005/06       | Segona A      | 19      | 0     | 0       | 0    | 19      | 0     |
| CE Castelló    | 2006/07       | Segona A      | 28      | 3     | 2       | 0    | 30      | 3     |
| CE Castelló    | 2007/08       | Segona A      | 30      | 1     | 0       | 0    | 30      | 1     |
| CE Castelló    | 2008/09       | Segona A      | 37      | 0     | 1       | 0    | 38      | 0     |
| CE Castelló    | Total         | Total         | 114     | 4     | 3       | 0    | 117     | 4     |
| Total carrera  | Total carrera | Total carrera | 263     | 10    | 6       | 0    | 269     | 10    |

## Guardons
- 1 Trofeu Planelles (millor jugador del CE Castelló): temporada 2006/07.